# Andy Clark (Musiker)
Andy Clark (* 1944) ist ein britischer Musiker.

## Leben und Karriere
Als Keyboarder bildete er gemeinsam mit dem Gitarristen Mick Hutchinson das Duo Clark Hutchinson. Ihre LP A=MH² mit langen psychedelisch-trippigen Improvisationen erreichte die Top Ten der britischen Albumcharts.
Danach wurde die Gruppe zum Quartett erweitert, Clark war nunmehr auch Sänger. Es entstanden die LPs Retribution (1970) und Gestalt (1971). Die Gruppe löste sich 1971 wieder auf. Im Jahr 1994 erschien noch das 1968 aufgenommene, aber bisher nicht veröffentlichte, Album Blues auf dem deutschen Little Wing Of Refugees Label.
Clark arbeitete weiter als Musiker, später unter dem Namen Simon Clark.

## Diskografie
- 1969: A=MH²
- 1970: Retribution
- 1971: Gestalt
- 1981: Stands for Decibels
- 1982: Repercussion
- 1994: Blues